# Дима Ребус
Дима Ребус (настоящее имя Дмитрий Викторович Ларин; род. 2 июня 1988 г., Набережные Челны, Татарская АССР, СССР) — современный российский художник. Создаёт живописные работы, инсталляции и скульптуру, исследуя процесс химической трансформации материала. Автор Underground Aquarellka Universe («Вселенная Андеграунд Акварелка»), в которой основное внимание уделяется биологии поведения человека и эволюции бытовых норм его существования.
Участник многочисленных биеннале молодого искусства. Персональные и групповые выставки проходили в международных музеях и галереях. Живёт и работает в Лондоне (Великобритания) и в Москве (Россия).

## Биография
Родился 2 июня 1988 года в городе Набережные Челны (Россия).
Ранние творческие годы художника были связаны с бурным развитием волны уличного искусства в начале 2010-х годов. Учёбу в Московском Художественно-Промышленном Институте Ребус совмещал с работой иллюстратора в редакциях издательств Esquire, Psychologies, GQ, «Сноб». Сотрудничал с теле-каналами National Geographic Channel, Canal+. На протяжении нескольких лет иллюстрировал авторскую колонку журнала Total Football. В 2012 году проиллюстрировал авторскую серию книг «Сказочный Ребус Андерсена».
Первая персональная выставка «The Schtick» прошла в Центре творческих индустрий Фабрика в Москве в 2012 году.
Весной 2014 года в рамках параллельной программы Европейской биеннале современного искусства «Manifesta 10» Ребус принимал участие в выставке «Casus Pacis» (Повод к миру Motive for Peace). На групповой выставке российские и украинские художники совместно выступали против военного конфликта, создавая работы, посвященные скорейшему налаживанию мирных отношений между Россией и Украиной. Летом того же года Ребус стал участником 4-й Московской биеннале современного искусства с выставкой «Insomnia». В конце 2014 года в Брюсселе (Бельгия) состоялась персональная выставка в пространстве YawnArt / Artwin Gallery.
В 2016 году участвовал в 5-й Интернациональной биеннале молодого искусства с проектом «Выгодное предложение» (Good Deal): на территории Трехгорной мануфактуры Ребусу предоставили здание, ставшее объектом для паблик-арта, фасад которого он «упаковал» в нарисованную полиэтиленовую пленку.
В 2017 году был приглашен в Берлин Институтом им. Гёте для участия в выставке, осмысляющей 100-летие Октябрьской Революции. В рамках выставки Ребус представил проект «Life Goes On» — стена, состоящая из нескольких сотен баррелей нефти, с изображенными на них лицами, воплощала революционную толпу.
Участник международных ярмарок современного искусства, в том числе «Art Central» (Гонконг), «Art Dubai» (Дубай), «Cosmoscow» (Москва). Работы находятся во многих коллекциях.
Акварельные работы становились обложками музыкальных альбомов композитора Михаила Мищенко. В 2021 году работа Ребуса стала обложкой 10-го альбома «Выход в город» музыканта Noize MC.

## Творчество
Ребус известен своими крупноформатными акварельными работами, созданными на основе собственноручно разработанных химических растворов и дождевой воды собранной с разных уголков земного шара. Показатель pH дождевой воды варьируется и имеет разные значения в зависимости от экологической обстановки в каждой из локаций. Ребус опирается на эти данные при работе с грануляцией пигмента, а законченные акварельные полотна представляют собой полноценные топографические карты из собранных осадков разных стран и регионов. Сложная живопись соединяет эстетику абстрактной и фигуративной техники. В основной стилистике работ общеизвестные научные явления и факты соседствуют с непроизвольным мистицизмом, удерживая общее состояние саспенса. Один из основных фокусов художественной практики направлен на развитие тем адаптивных норм и характерной эволюции их параметров для современного общества.

## Избранные персональные выставки
- 2021 — «Нормы Инсоляции», Смена, Казань, Россия[28][29][30][31]
- 2019 — «Now Open», Artwin Gallery, Лондон, Англия[32][33]
- 2016 — «Выгодное предложение», в рамках параллельной программы 5-й Интернациональной биеннале молодого искусства, Москва, Россия
- 2014 — «Insomnia», в рамках параллельной программы 4-й Московского биеннале современного искусства, Государственный мемориальный музей А. Н. Скрябина, Москва, Россия
- 2014 — «Dima Rebus», Artwin Gallery / YawnArt, Брюссель, Бельгия
- 2013 — «The End», Artwin Gallery, Москва, Россия
- 2012 — «The Schtick», Центр творческих индустрий Фабрика, Москва, Россия

## Биеннале и избранные коллективные выставки
- 2021 — «Sovrisk na potoke», Подземный музей «Зарядье», Москва, Россия[34][35][36][37]
- 2020 — Центр современного искусства «Сияние», Апатиты, Россия
- 2019 — «Urban Nation» Biennale, Берлин, Германия[38]
- 2019 — «Dima Rebus», Artwin Gallery / Art Central, Гонконг, Китай
- 2019 — «Recycle or die», ГУМ-Red-Line, Москва, Россия[39]
- 2018 — «Mad House», Мультимедиа Арт Музей, Москва, Россия[40]
- 2018 — «Art Dubai», Дубай, Объединённые Арабские Эмираты[41][42]
- 2017 — «Brighter days are coming», Институт им. Гёте и Музей Urban Nation, Берлин, Германия[43][44]
- 2017 — «Российский форум коллекционеров», Центральный Дом Художника, Москва, Россия
- 2017 — «Fresh Layer», Выставочный зал «Арсенал», Нижний Новгород, Россия
- 2017 — «Cosmoscow», Гостиный Двор, Москва, Россия[45][46][47][48][49]
- 2016 — «Panelki», Галерея «Беляево», Москва, Россия
- 2014 — «Casus Pacis», в рамках параллельной программы «Manifesta 10», Музей уличного искусства, Санкт-Петербург, Россия[50]
- 2014 — «Бессонница», в рамках параллельной программы 4-й Московского биеннале современного искусства, Государственный мемориальный музей А. Н. Скрябина, Москва, Россия
- 2011 — Oh Yeah Festival, Патагония, Аргентина

## Пресса
- Статья на Colossal
- Статья на «Артгид»
- Интервью Beautiful Bizarre
- Статья на Lenta.ru
- Статья на Nailed
- Статья на The Village
- Статья на GQ
- Статья на «Афиша»
- Статья на АРБ
- Интервью Trendymen
- Статья на Design You Trust
- Статья на geo pro
- Статья на The Pure Magazine